# 鉱業労働災害防止協会
鉱業労働災害防止協会（こうぎょうろうどうさいがいぼうしきょうかい、略称：鉱災防）は、労働災害防止団体法に基づき設置された、厚生労働省所管の特別民間法人であったが、鉱業に係る労働災害発生率の減少や財政状況の悪化により、労働災害防止団体法第2条第2項の規定に基づく業種の指定を取り消され、2014年3月31日に解散した。鉱業従事者に対する労働災害に関する注意喚起のほか、労働安全衛生法に基づく技能講習や特別教育を行っていた。

## 概要
- 所在：東京都港区芝5-35-1　産業安全会館7階
- 設立：1964年10月1日
- 解散：2014年3月31日